# Nikolai Gavrilovitch Tchernichevski
Nikolay Gavrilovich Chernyshevsky (em russo:  Никола́й Гаври́лович Черныше́вский; 12 de julho de 1828 – 17 de outubro de 1889) foi um escritor revolucionário russo, filósofo materialista, crítico, e socialista (visto por alguns como socialista utópico). Foi o líder do movimento revolucionário democrático na década de 1860, e uma referência tanto para o líder bolchevique Vladimir Lenin, como para a notável oradora anarquista Emma Goldman, mas também para o escritor sérvio Svetozar Marković.